# М'ясний бунт
М'ясний бунт (ісп. Huelga de la carne) у столиці Чилі Сантьяго в жовтні 1905 був насильницьким бунтом, який виник у результаті демонстрації проти мит, ще застосовуються до імпорту 
худоби з Аргентини.

## Демонстрація
У вересні 1905 року члени Демократична партія та кількох Товариств взаємодопомоги Сантьяго зібралися, щоб сформувати головну організацію під назвою «Comité Central de Abolición del Impuesto al Ganado». (Центральний комітет зі скасування тарифу на тваринництво). Нова організація закликала до демонстрації в неділю, 22 жовтня. Державні органи затвердили демонстраційний маршрут. Плани демонстрації поширювалися з уст в уста та підтримки центрист католицької газети El Chileno.
Підраховано, що на місці та в час зборів у Сантьяго в неділю зібралося п’ятдесят тисяч людей. Інша оцінка говорить про дванадцять тисяч, з яких щонайменше 6000 належали до робочого класу. Враховуючи, що в Сантьяго на той час проживало 320 000 жителів, демонстрація була величезною. Крім тих, що зібрані в Сантьяго демонстрації пройшли по всьому Чилі.